# Ministério do Trabalho, Emprego e Seguridade Social (Paraguai)
 O Ministério do Trabalho, Emprego e Seguridade Social é um organismo do estado paraguaio, dependente do poder executivo da nação. Atualmente, a ministra é Carla Bacigalupo, nomeada pelo presidente Mario Abdo Benítez.

## Missão
Segundo o próprio Ministério sua missão é:

"Governar a política trabalhista e previdenciária, garantindo o cumprimento das normas trabalhistas vigentes, a prevenção e resolução de conflitos, a melhoria das condições de trabalho e o respeito aos direitos fundamentais do trabalhador para o progresso de nossas empresas em benefício do desenvolvimento socioeconômico do país, em um quadro democrático e diálogo social ".